# Angry White Pyjamas
Angry White Pyjamas ist ein von Robert Twigger verfasstes Buch aus dem Jahr 1997 mit dem Untertitel A Scrawny Oxford Poet Takes Lessons From the Tokyo Riot Police, welches hauptsächlich vom Senshusei-Kurs handelt, einem elfmonatigen Trainingsprogramm des Yoshinkan Honbu Dojo.

## Zusammenfassung
Das Buch spielt im Tokio Mitte der 1990er Jahre. Robert Twigger lebt mit zwei Freunden in einer kleinen Wohnung nahe dem Stadtzentrum. Sie alle entscheiden sich, Yoshinkan-Aikidō zu beginnen, um körperlich fit zu werden und aus ihrem eintönigen Leben auszubrechen.
Bald nach Beginn des normalen Trainings, entscheidet Twigger, dass der einzige Weg, Aikidō wirklich zu erfahren, der Senshusei-Kurs ist, ein äußerst strapaziöses elfmonatiges Programm zur Ausbildung von Yoshinkan-Aikidō-Lehrern. Der Kurs besteht aus vier Stunden Training an fünf Tagen in der Woche. Zusätzlich besteht die Pflicht, das Dojo zu reinigen und an besonderen Wochenendtrainings und Demonstrationsveranstaltungen teilzunehmen.
Twigger beschreibt größtenteils die Strenge und die Qual des sehr intensiven Kurses. Er bezieht sich dabei auf Techniken, die auf Knien ausgeführt werden, auch genannt Suwari Waza, bis die Knie bluten, nur um am nächsten Tag wieder zu trainieren und sich dabei den halbverheilten Wunden wieder aufzuschürfen. Er beschreibt Techniken, die mit solcher Kraft und Intensität ausgeführt werden, dass es häufig vorkam, dass jemandes Kopf auf die Matte geschmettert wurde.
Andere Erfahrungen des Kurses beinhalten sogenannte „Hajime“-Einheiten, bei denen eine Technik pausenlos immer wieder ausgeführt wird, manchmal bis zu einer halben Stunde lang oder mehr. Während dieser Trainingseinheiten werden die Übenden oft bewusstlos oder übergeben sich – besonders in den Sommermonaten. Die Lehrer erteilen den Übenden manchmal Strafen, wenn sie denken, dass diese sich nicht genug anstrengen, darunter Push-Ups, Sit-Ups und Hocksprünge.
Unter den anderen im Buch genannten Personen befinden sich mehrere Top-Yoshinkan-Lehrer, darunter Tsutomu Chida, Yasuhisa Shioda und Susumu Chino, ebenso Robert Mustard, der vorsitzende Lehrer für Ausländer. Die Lehrer werden manchmal als ziemlich kalt, gelegentlich brutal und den Schülern unsympathisch beschrieben, welche sie zu immer größeren Anstrengungen anregen, um ihre Technik und ihren Geist zu entwickeln.
Weiterhin beschreibt Twigger andere Aspekte von Tokio und seinem Leben dort, darunter auch die Beziehung zu seiner Freundin und deren Familie, seine Arbeit an einer japanischen Hochschule als Englisch-Lehrer und Geschichten aus dem Leben mit seinen zwei Mitbewohnern. Er schreibt ebenfalls Gedanken über Japan und Beobachtungen der japanischen Kultur nieder.

## Kritik
Twigger wird von vielen Kampfkünstlern für seinen Tonfall und den Inhalt seines Buches kritisiert. In einer zum Teil sehr kontrovers diskutierten Passage erwähnt er, dass er überaus erfreut war zu hören, dass Shioda Gōzō gestorben war, weil es für ihn und die anderen Kursteilnehmer eine einwöchige Trainingspause bedeutete. Besonders vom stoischen Standpunkt vieler Budō-Philosophen aus gesehen sind seine ständigen Beschwerden über die Härte des Kurses, begleitet von aufrichtiger Verlegenheit unseriös. Twigger habe eindeutig gewusst, worauf er sich einließ, als er sich für die Teilnahme an einem solch intensiven Kurs meldete, argumentieren Kritiker, und es zeuge von einem unlauteren Charakter, dass er dann ein Buch über seine Beschwerden schreibe.
Viele Menschen haben sich ebenfalls über die persönlichen Bemerkungen und die negative Darstellung anderer Senshusei-Schüler und der Lehrer beschwert.
Dennoch finden die meisten Menschen das Buch lustig, was es zweifellos ist. Diejenigen, die es kritisieren, werden selbst dafür kritisiert, keinen Sinn für Humor zu haben. Man könnte auch sagen, dass der Autor als Schriftsteller eine besondere Einstellung hat. Es ist eindeutig, dass das Buch nicht für sich beansprucht, komplett ernst genommen zu werden.

## Lob
Andere haben Twigger für seine freimütige Aufrichtigkeit gelobt, mit der er den Kurs und die Leute im Dojo beschreibt. Anstatt eine „saubere“ Version zu schreiben, welche jeden glücklich macht, beschreibe er den Kurs so wie er wirklich darüber dachte – beispielsweise als eine schwierige, frustrierende und demoralisierende Erfahrung. Einige sagen auch, dass das Buch mehr Interesse für Yoshinkan-Aikidō und den Senshusei-Kurs hervorgerufen und einige Menschen dazu angeregt hab, selbst Yoshinkan-Aikidō zu trainieren.